# Дон (річка, Онтаріо)
Річка Дон (англ. Don River, фр. Rivière Don) — річка довжиною 38 км у канадській провінції Онтаріо, джерела знаходяться на моренному пасмі Оук-Ріджес. Протікаючи через міста Річмонд-Гілл, Вон та Маркем, притоки сходяться докупи і тоді впадають в озеро Онтаріо у міській смузі Торонто.
Річка була названа губернатором Джоном Грейвзом Сімко на честь річки Дон у південному Йоркширі. 
Річка Дон має середній стік 4 м³/с та сточище близько 360 км². Її лівими притоками є  Касел-Френк-Брук і Тейлор-Мессі-Крік, а правою притокою — Джерман-Міллз-Крік. Долина річки Дон утворилася 12000 років тому під час останнього льодовикового періоду. 
Порівняно до розміру водозбору долини Дону, річка Дон несе небагато води, що спричинене впливом урбанізації на території міста Торонто. Через геологічну природу річища рівень води може піднятися на 2 м протягом трьох годин у разі сильних опадів. Катастрофічний і руйнівний ураган Гейзел в 1954 році сягнув 4 категорії за шкалою Саффіра — Сімпсона, збільшивши потік до 1700 м³/с.
Вздовж долини Дону проходить однойменна автострада Дон-Веллі-Парквей — шосе, яке несе значну частину щоденного внутрішнього трафіку міста. Автострада сполучена з шосе 404 та з шосе 401.

## Вебпосилання
- toronto.ca: Don River [Архівовано 7 червня 2011 у Wayback Machine.]
- Інформація про водозбірний басейн річки Дон [Архівовано 2 червня 2004 у Wayback Machine.]
- Портрет Великих озер: повернення річки Дон [Архівовано 3 жовтня 2006 у Wayback Machine.]
- Географічні назви Канади: річка Дон
- Географічні назви Канади: Східна гілка річки Дон
- Географічні назви Канади: Західна гілка річки Дон

## Зовнішні посилання
1. ↑  Natural Resources Canada. Архів оригіналу за 6 березня 2016. Процитовано 4 березня 2021.
2. ↑  Lower Don River West Remedial Flood Protection Project, Class Environmental Assessment Environmental Study Report. 2006. Toronto and Region Conservation Authority. Section 4.1.